# Arivaldo Alves dos Santos
Arivaldo Alves dos Santos (født 19. november 1980) er en tidligere brasiliansk fodboldspiller.